# قیفک خط‌باریک
قیفک خط‌باریک (نام علمی: Conus tenuistriatus) نام یک گونه از سرده قیفک‌ها است.